# Almedin Imširović
Almedin „Ali“ Imširović (* 29. Januar 1995 in Zenica) ist ein professioneller bosnisch-US-amerikanischer Pokerspieler.
Imširović hat sich mit Poker bei Live-Turnieren mehr als 18,5 Millionen US-Dollar erspielt und ist damit der erfolgreichste bosnische Pokerspieler. Er gewann 2018 das Purple Jacket™ der Poker Masters und 2021 die PokerGO Tour. Der Bosnier stand 2021 erstmals an der Spitze der Pokerweltrangliste und führt diese für insgesamt 31 Wochen an. Im Jahr 2022 wurde Imširović nach Betrugsvorwürfen von zahlreichen Pokerveranstaltungen ausgeschlossen.

## Persönliches
Imširović zog im Alter von drei Jahren mit seiner Familie von Bosnien und Herzegowina in den US-Bundesstaat Washington. Dort lebt er gemeinsam mit seiner Frau in Vancouver.

## Pokerkarriere
Imširović spielt auf der Onlinepoker-Plattform Americas Cardroom unter dem Nickname ali23imsirovic, bei WSOP.com als allinali23 und nutzt bei GGPoker seinen echten Namen.

### 2015–2017: Anfänge und erster Turniersieg
Seine erste Geldplatzierung bei einem Live-Turnier erzielte der Bosnier Anfang November 2015 beim Main Event der Caribbean Poker Tour in Punta Cana. Nach vielen kleineren Preisgeldern bei Events in den Vereinigten Staaten, Österreich und im King’s Resort in Rozvadov inklusive seines ersten Turniersiegs bei einem Turnier in Hollywood, Florida, war Imširović im Juni 2017 erstmals bei der World Series of Poker (WSOP) im Rio All-Suite Hotel and Casino am Las Vegas Strip erfolgreich und kam bei drei Turnieren der Variante No Limit Hold’em in die Geldränge. Mitte November 2017 erreichte er den Finaltisch beim Main Event des WSOP-Circuits im Planet Hollywood Resort and Casino am Las Vegas Strip und belegte den vierten Platz, der ihm ein Preisgeld von knapp 85.000 US-Dollar einbrachte.
Bis Jahresende 2017 erspielte sich Imširović Live-Turnierpreisgelder von rund 250.000 US-Dollar.

### 2018–2020: Purple Jacket und hochdotierte Turnierergebnisse

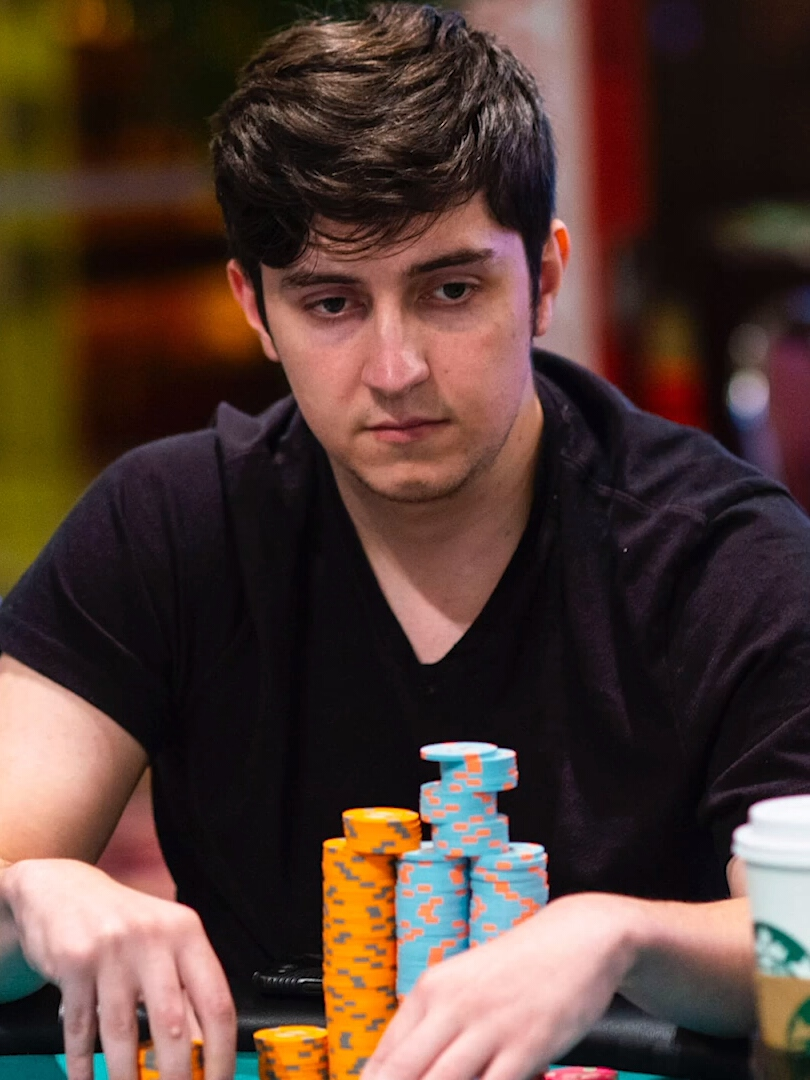
Imširović bei der WPT in Atlantic City (2018)

Im Januar 2018 gewann der Bosnier ein Turnier des PokerStars Caribbean Adventures auf den Bahamas und sicherte sich eine Siegprämie von rund 160.000 US-Dollar. Ende April 2018 siegte er auch beim Main Event der Borgata Spring Poker Open in Atlantic City und erhielt aufgrund eines Deals mit Farid Jattin ein Preisgeld von knapp 250.000 US-Dollar. Im September 2018 spielte Imširović bei den Poker Masters im Aria Resort & Casino am Las Vegas Strip. Er gewann das fünfte und sechste Event, erreichte insgesamt dreimal die Geldränge und sicherte sich Preisgelder von knapp 1,3 Millionen US-Dollar. Aufgrund dieser Leistung wurde er als erfolgreichster Spieler der Serie mit einem violetten Sakko, dem Poker Masters Purple Jacket™, ausgezeichnet. Mitte November 2018 belegte der Bosnier beim Super High Roller der partypoker Caribbean Poker Party in Nassau auf den Bahamas den dritten Platz und erhielt ein Preisgeld von 400.000 US-Dollar. Im Dezember 2018 spielte er erstmals beim Super High Roller Bowl im Aria Resort & Casino und belegte den mit 540.000 US-Dollar dotierten siebten Platz. Mitte Februar 2019 gewann Imširović das fünfte Event der im Aria Resort & Casino ausgespielten US Poker Open und sicherte sich eine Siegprämie von knapp 450.000 US-Dollar. Anfang April 2019 wurde er bei den Global Poker Awards als Breakout Player of the Year 2018 ausgezeichnet. Ende Mai 2019 erreichte der Bosnier seinen ersten WSOP-Finaltisch und belegte beim Super Turbo Bounty den zweiten Platz, der mit mehr als 210.000 US-Dollar bezahlt wurde. Im September 2019 belegte er beim Super High Roller Bowl in London den zweiten Platz und erhielt sein bisher höchstes Preisgeld von umgerechnet mehr als 1,1 Millionen US-Dollar. Im Dezember 2019 gewann Imširović das High Roller des Five Diamond World Poker Classic im Hotel Bellagio am Las Vegas Strip und sicherte sich eine Siegprämie von 600.000 US-Dollar. Während die COVID-19-Pandemie die Live-Pokerszene ab März 2020 weitestgehend zum Erliegen brachte, setzte er sich Ende April 2020 auf partypoker bei zwei Events der Poker Masters Online durch und sicherte sich während der Turnierserie Preisgelder von mehr als einer Million US-Dollar. Auf der Plattform GGPoker spielte der Bosnier im August 2020 den bis dahin größten Cash-Game-Pot in No Limit Hold’em. Nach einem misslungenen Bluff des Chinesen Tan Xuan gewann er mit einem Flush den Pot in Höhe von rund 975.000 US-Dollar.
Insgesamt lagen Imširovićs Live-Turniergewinne bis Jahresende 2020 bei knapp 9 Millionen US-Dollar.

### 2021: Weltranglistenerster und Sieg bei der ersten PokerGO Tour
Im Aria Resort & Casino gewann der Bosnier im Frühjahr 2021 gleich vier Turniere der PokerGO Tour und durchbrach damit die Marke von 10 Millionen US-Dollar an erspielten Turnierpreisgeldern. An gleicher Stelle erzielte er im Juni 2021 fünf Geldplatzierungen bei den US Poker Open. Insbesondere aufgrund seines Sieges beim neunten Event der Serie sicherte er sich Preisgelder von 482.000 US-Dollar und belegte den dritten Platz beim Rennen um die Golden Eagle Trophy. Ebenfalls im Aria gewann Imširović im Juli 2021 zwei Turniere des erstmals ausgespielten PokerGO Cup und wurde aufgrund einer weiteren Geldplatzierung zweiterfolgreichster Spieler der Serie. Am 25. August 2021 setzte er sich aufgrund seiner in den letzten drei Jahren erzielten Turnierresultate erstmals an die Spitze der Pokerweltrangliste und hielt diesen Platz für eine Woche. Anfang September 2021 gewann er das Abschlussturnier der Super High Roller Series Europe im nordzyprischen Kyrenia mit einer Siegprämie von rund 600.000 US-Dollar und sicherte sich damit einen weiteren Sieg bei einem Turnier der PokerGO Tour. Vom 15. September 2021 bis 11. Januar 2022 war der Bosnier wieder für 17 Wochen in Serie Weltranglistenerster. Bei der PokerGO Tour entschied er Ende September sowie im November 2021 drei weitere Events im Aria für sich. Ende November 2021 folgte ein weiterer Sieg beim High Roller der Rock ’N’ Roll Poker Open in Hollywood mit einem Hauptpreis von knapp 700.000 US-Dollar. Insgesamt gewann er im Kalenderjahr 14 Turniere der PokerGO Tour und sicherte sich damit mit großem Abstand die meisten Turnierpunkte aller Spieler, wofür er mit einer Trophäe sowie einem Scheck über 200.000 US-Dollar geehrt wurde.
Insgesamt erspielte sich Imširović im Kalenderjahr 2021 Live-Preisgelder von über 6 Millionen US-Dollar. Am Jahresende wurde er als Global Poker Index Player of the Year sowie Card Player Player of the Year ausgezeichnet. Bei den Global Poker Awards erhielt er Mitte Februar 2022 gleich drei Auszeichnungen.

### 2022: Erneute Führung der Weltrangliste und Ausschluss nach Betrugsvorwürfen
Nachdem er im Frühjahr 2022 je einen Turniersieg im Venetian Resort Hotel, beim PokerGO Cup sowie beim Aria High Roller erzielt hatte, übernahm der Bosnier am 2. März 2022 erneut die Führung der Pokerweltrangliste und hielt diese bis Ende Mai 2022 für 13 Wochen. Nach Geldplatzierungen bei den US Poker Open und der Triton Poker Series in Kyrenia setzte er sich Anfang April 2022 auch wieder für zwei Monate an die Spitze des Leaderboards der PokerGO Tour. Bei der WSOP 2022, die erstmals im Bally’s Las Vegas und Paris Las Vegas ausgespielt wurde, belegte Imširović beim erstmals ausgetragenen High Roller Bounty den mit rund 350.000 US-Dollar dotierten vierten Platz. Seine für längere Zeit letzte Geldplatzierung erzielte er rund einen Monat später beim Main Event der Turnierserie.
Im April 2022 wurden Betrugsvorwürfe gegen Imširović laut. Alex Foxen beschuldigte den Bosnier, bei einem Turnier in die Karten seines Mitspielers Paul Phua geschaut zu haben. Darüber hinaus offenbarte er, dass Imširović bereits seit längerer Zeit auf der Plattform GGPoker gesperrt sei, da er beim Spielen unerlaubt auf spieltheoretisch optimale Löser zugegriffen sowie mit mehreren Accounts gleichzeitig gespielt habe. Daraufhin wurde der Bosnier im Mai 2022 bei Turnieren der European Poker Tour in Monte-Carlo ausgeschlossen sowie im September 2022 ebenfalls von Events der PokerGO Tour. Darüber hinaus wurde er, ebenso wie Jake Schindler, aus der Rangliste  der Tour entfernt, bei der er sich zu diesem Zeitpunkt auf dem vierten Platz befand.

### 2023: Teilgeständnis und Comeback
Ende Juni 2023 veröffentlichte Imširović auf YouTube ein knapp 30-minütiges Video, in dem er das gleichzeitige Spielen mit mehreren Accounts zugab. Zugleich bestritt er aber weitere Vorwürfe wie das Verwenden von spieltheoretisch optimalen Lösern. Bei der WSOP 2023 gab der Bosnier sein Comeback bei Live-Events und kam bei einem Shootout-Turnier in die Preisgeldränge.

### Preisgeldübersicht
Mit erspielten Preisgeldern von über 18,5 Millionen US-Dollar ist Imširović der mit großem Abstand erfolgreichste bosnische Pokerspieler. Darüber hinaus war er mit 19 Turniersiegen für einige Zeit Rekordgewinner im Aria Resort & Casino, mittlerweile rangiert er hinter Sam Soverel auf dem zweiten Platz.
| Jahr   | Preisgeld (in $) | Turniersiege |
| ------ | ---------------- | ------------ |
| 2015   | 3.630            | 0            |
| 2016   | 7.911            | 0            |
| 2017   | 234.031          | 1            |
| 2018   | 3.213.665        | 4            |
| 2019   | 5.266.099        | 7            |
| 2020   | 230.581          | 0            |
| 2021   | 6.094.964        | 14           |
| 2022   | 3.646.240        | 6            |
| 2023   | 5.759            | 0            |
| 2024   | 0                | 0            |
| gesamt | 18.702.880       | 32           |